# Heinrich Friedrich Wilhelm Pröhle

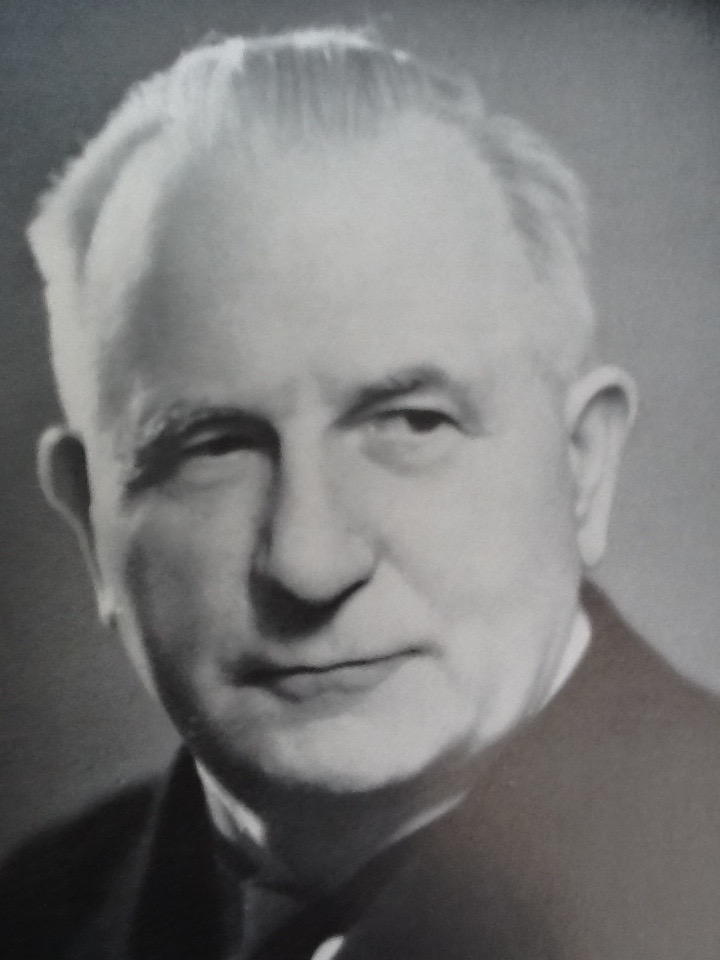
Pfarrer Heinrich Pröhle

Heinrich Pröhle (* 31. Januar 1870 in Rábakövesd, Komitat Eisenburg, Österreich-Ungarn; † 29. April 1950 in Bratislava, Tschechoslowakei) war ein evangelischer Seelsorger und Pfarrer der Deutschen Evangelischen Kirchengemeinde A.B. zu Preßburg.

## Leben
Heinrich Friedrich Wilhelm Pröhle entstammte einem Geschlecht, das mehrere bedeutende Persönlichkeiten hervorbrachte. Er war der Enkel des Superintendenten Heinrich Andreas Pröhle der Pfarrer in Hornhausen war. Einer seiner Onkel war der bekannte Schriftsteller Christoph Ferdinand Heinrich Pröhle.
Ein Sohn von Heinrich Andreas Pröhle namens Rudolf kam nach Ungarn und ließ sich im Komitat Eisenburg nieder, wo er als Ökonomieverwalter tätig war. Rudolf Pröhle heiratete Maria geb. Steiner. Aus der Ehe gingen die Söhne Heinrich, Wilhelm (1871–1946; Orientalist) und Karl (1875–1962; Theologieprofessor) hervor.
Den ersten Unterricht erhielt Heinrich Pröhle von seinem Vater, dann in den Schulen von Rábabogyoszló im Eisenburger Komitat und Alsószeleszte. Das Gymnasium besuchte er in Ödenburg, ebenfalls die dortige theologische Hochschule. Danach ging er auf die Universität in Halle. Besonders beeinflusst und geprägt wurde er von dem bedeutenden biblischen Theologen Martin Kähler. Am 23. September 1893 wurde er von Bischof Sándor von Karsay zum Pfarrer ordiniert und am 1. September 1893 auf die Stelle eines Hilfspredigers nach Güns berufen. Im Herbst 1897 wurde er in dieser Gemeinde zum zweiten und im September 1903 zum ersten Prediger bestellt.
Am 19. Februar 1900 heiratete er Sophie Schneller, eine Tochter des Günser Pfarrers Wilhelm Schneller. Dem Ehepaar wurden drei Töchter und ein Sohn geschenkt. Sophie Pröhle starb 1938 an Lungenkrebs.
Am Himmelfahrtstage (1. Juni) 1905 wurde Pröhle von der Deutschen Evangelischen Kirchengemeinde A.B. zu Preßburg einstimmig zum Pfarrer gewählt. Diese Stelle trat er am 24. September 1905 an. In Preßburg wirkten in jener Zeit drei deutsche Pfarrer (Senior Carl Eugen Schmidt, später kam Pfarrer Wilhelm Rátz dazu), da die Deutsche Preßburger Evangelische Gemeinde mit (damals) etwa 5000 Mitgliedern zu den größten Gemeinden im damaligen Königreich Ungarn zählte. Besondere Begabung und Liebe hatte Pröhle für den Religions- und Konfirmandenunterricht, weshalb er auch zum Konsenior gewählt wurde, der die Aufsicht über den Religionsunterricht im Seniorat hatte.
Als Professor der Theologischen Akademie in Preßburg las er ab 1910 bis zum Ende des Ersten Weltkrieges über Katechetik und leitete das Katechetische Seminar. Außerdem redigierte er ab 1912 die Zeitschrift Evangelikus Egyházi Élet (Das evangelische Kirchenleben).
In Anerkennung seiner Verdienste auf kirchlichem Gebiet sowie seiner literarischen Tätigkeit verlieh ihm die Theologische Fakultät der Elisabeth-Universität in Fünfkirchen im Jahre 1934 die Würde eines Dr. h. c.
1939 wurde die Deutsche Evangelische Kirche A. B. in der Slowakei gegründet. Es war die Zeit des Nationalsozialismus und die Deutsche Reichskirche übte einen erheblichen Druck auch auf die deutsche Pfarrerschaft in der Slowakei aus. Wie groß der Druck war, der auf den Pfarrern lastete, zeigt auch ein Schriftstück, das Pfarrer Pröhle abfasste. Gemäß diesem Schriftstück muss man an ihn herangetreten sein, sich klar für das Deutschtum zu entscheiden. Seine Vorfahren waren ja aus Deutschland in das damalige Königreich Ungarn eingewandert; der größte Teil der Familie hatte sich jedoch madjarisiert. Nach einer durchwachten Nacht legte Pfarrer Pröhle folgendes Schriftstück am 26. Dezember 1940 vor:
„Herr, sei mir gnädig, Deinem armen Diener!

Ich bin Ungar und bleibe ein Ungar,

das verlangt meine Dankbarkeit, Treue und Ehre.

Zugleich bekenne ich meine deutsche Abstammung

ohne sie zu leugnen, als unveränderliche Realität,

gleichfalls aus Dankbarkeit, Treue und Ehre.“

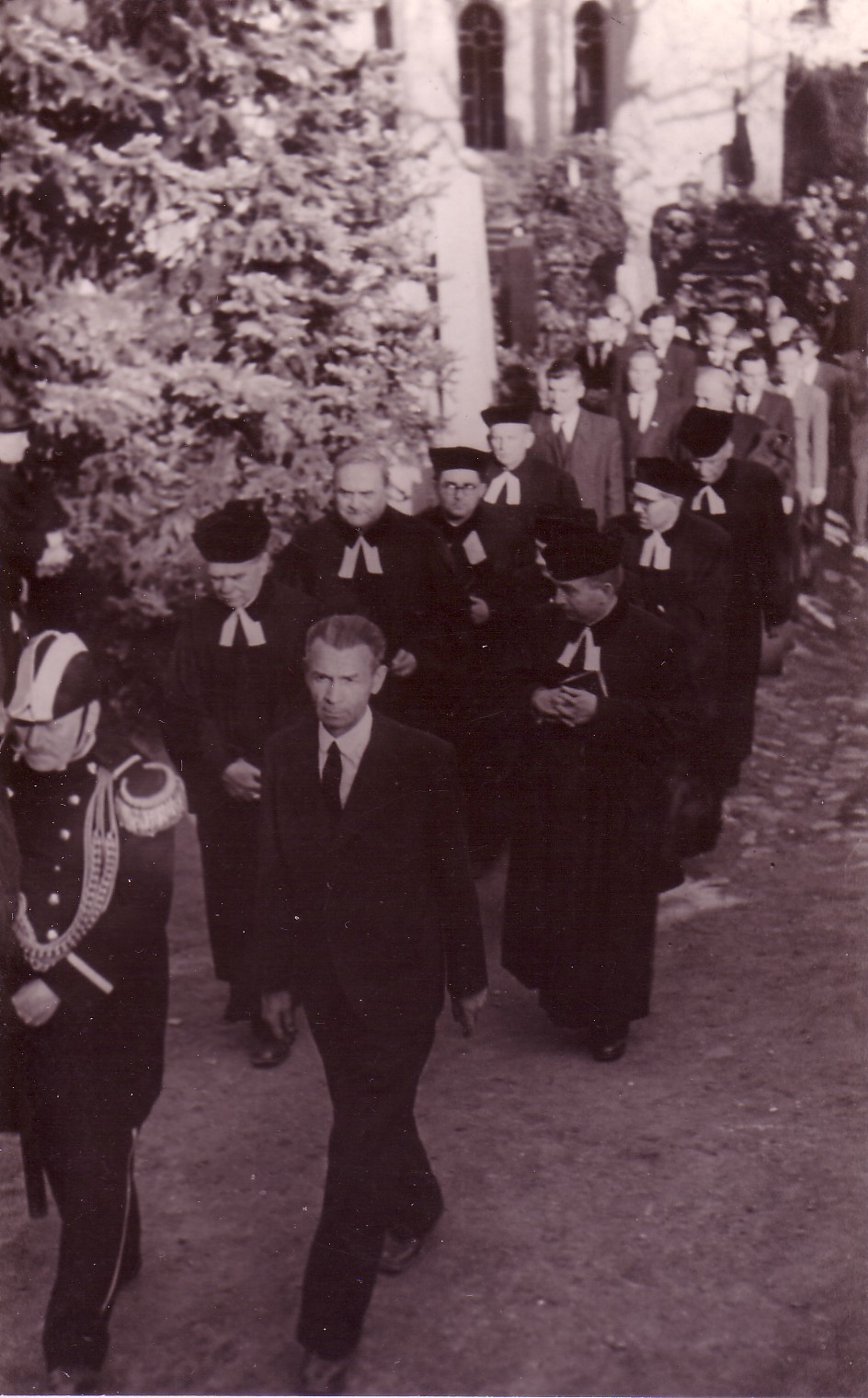
Beerdigung von Pfarrer D. Heinrich Pröhle am Gaistor-Friedhof zu Preßburg (Bratislava) Anfang Mai 1950. Der Pfarrer ohne Kopfbedeckung ist der letzte deutsche Pfarrer der evangelischen Kirchengemeinde, Wilhelm Rátz

Anscheinend hat es aber für Pröhle keine negativen Folgen gehabt, denn er konnte seinen Dienst als deutscher Prediger bis zum Kriegsende und sogar darüber hinaus fortsetzen.
Am 23. September 1943 konnte Heinrich Pröhle sein 50-jähriges Ordinationsjubiläum in geistiger und körperlicher Frische begehen. Das Heilige Abendmahl wurde ihm an diesem Tag von seinem Amtsbruder und Freund Senior Carl Eugen Schmidt (1865–1948) gereicht. Der Zweite Weltkrieg und dessen Folgen ging auch an der Deutschen Evangelischen Kirchengemeinde Preßburgs nicht spurlos vorbei. Der größte Teil der dort lebenden Deutschen (und Ungarn) wurde anhand der Benesch-Dekrete ausgesiedelt und musste das Hoheitsgebiet der wieder restaurierten Tschechoslowakei verlassen.
Die drei deutschen evangelischen Pfarrer der Gemeinde Schmidt, Pröhle und Rátz durften jedoch in Preßburg bleiben, da sie unter den Schutz ihrer slowakischen Amtsbrüder standen. Am 31. Dezember 1949 ging Pfarrer Pröhle als 80-Jähriger in den Ruhestand und wohnte gut versorgt im Diakonissenheim in Preßburg.
Schätzungen zufolge durften etwa 10–15 % der Deutschen in der Nachkriegsslowakei verbleiben. Ein kleiner Teil davon waren Lutheraner. Nachdem eine Zeit lang die deutschen (und ungarischen) Gottesdienste in Preßburg verboten waren, fand für die kleine deutsche Restgemeinde allmählich ein bescheidenes gottesdienstliches Leben einen Neuanfang. Zuerst wurden die Gemeindeglieder von den beiden ebenfalls in Preßburg gebliebenen Pfarrern der (ehemaligen) Deutschen Gemeinde, dem fast erblindeten D. Heinrich Pröhle und Wilhelm Rátz (1882–1952) betreut. Pfarrer Rátz unterhielt eine rege Korrespondenz mit den nach Deutschland ausgesiedelten Gemeindegliedern. So berichtete er in einem Brief vom 1. Mai 1947 nach Deutschland: „…. Noch dürfen wir den beiden kleinen Restgemeinden (deutsch und ungarisch) dienen. Die Gottesdienste sind noch immer sehr schön besucht. Zu den Osterfeiertagen waren in jedem Gottesdienste 500 Menschen, und insgesamt durften wir 800 Seelen das hl. Abendmahl spenden. (…) Herr Senior Schmidt ist schon recht gebrechlich. Auch seiner Frau geht es nicht gut, das Herz versagt ihr. Herr Pfr. Pröhle fühlt sich wohl im Diakonissenhause, aber sein schwindendes Augenlicht macht ihm große Sorgen.“
Am 16. August 1949, in seinem letzten Lebensjahr schrieb er (auf Ungarisch):
„Ich bin davon überzeugt, dass wir uns selbst das größte Gewicht auf die eigenen Schultern legen, weil wir Gottes unendliche Gnade und Liebe vergessen.“
Eine Erkältung, die er sich während einer Beerdigung zugezogen hatte, wuchs sich zu einer Lungenentzündung aus, von der er sich nicht mehr erholte. Er starb am 29. April 1950 im Diakonissenheim. Der letzte noch lebende deutsche Pfarrer Preßburgs, Wilhelm Rátz, verabschiedete ihn vor der kleinen deutschen und ungarischen Restgemeinde. Die Beerdigung fand auf dem Gaistor-Friedhof statt. Es war ein imposantes Begräbnis, acht evangelische Pfarrer, alle im Ornat, an der Spitze der Senior der slowakischen Gemeinde Július Adamiš, der auch die Grabrede hielt. Die Studenten der Theologischen Fakultät sangen die Grabgesänge. Schließlich wurde der Sarg in der Familiengruft der Fabrikantenfamilie Grüneberg beigesetzt.

## Nachkommen
Pröhles Nachkommen leben heute in Ungarn.
Der Enkel Heinrich (ung. Henrik) Pröhle (* 1936; † 2022) war ein bekannter Konzertflötist. Er war Soloflötist der Budapester Philharmonischen Gesellschaft und Professor an der Budapester Musikakademie.
Pröhles Urenkel Gergely Pröhle (* 1965) ist eine bekannte Persönlichkeit des öffentlichen Lebens im heutigen Ungarn und ein begehrter Gesprächspartner in deutschen Medien. Zwischen 1998 und 2000 war er beamteter Staatssekretär des Ungarischen Kultusministeriums, danach zwischen 2000 und 2002 Botschafter der Republik Ungarn in der Bundesrepublik Deutschland, dann (2003–2005) Botschafter in Bern (Schweiz). Seit 2017 ist er Direktor des Ungarischen Literatur-Museums Petőfi in Budapest. Außerdem ist er Landeskurator (weltlicher Vorsteher) der Evangelisch-Lutherischen Kirche in Ungarn.

## Werke
- A konfirmátió oktatás feladata, Békéscsaba 1899
- Erzsébet magyar királylány és a keresztény hit, Pozsony
- Keresztény vallástan Luther Kis kátéja nyomán, Pozsony 1910
- A jövő egyháza és az egyház jövője, Sopron 1913
- Útravaló, Pozsony 1915
- Luthers Kleiner Katechismus erläutert, Bratislava 1927

Quelle: